# Jacob Reinoud Theodoor Ortt
Jhr. Jacob Reinoud Theodoor Ortt (Amsterdam, 30 november 1817 - 's-Gravenhage, 16 juni 1887) (roepnaam Jaap) was een Nederlands waterbouwkundig ingenieur, lid van de adellijke familie Ortt.  

## Opleiding en begin van zijn carrière
Hij werd in 1836 cadet voor de waterstaat aan de Militaire Academie te Breda, en met ingang van 1 oktober 1840 benoemd tot aspirant-ingenieur. Hij werd in Zuid-Holland geplaatst en kreeg tot taak een ontwerp tot kanalisering van de Hollandsche IJssel te maken. Vanaf maart 1842 tot oktober 1844 was hij betrokken bij de droogmaking van het Haarlemmermeer, onder J.A. Beijerinck. Hij was daar belast met de bouw van de stoomgemalen te Spaarndam en het gemaal de Leeghwater. In deze periode maakte hij met zijn broer ook een reis naar Portugal, ten behoeve van openbare werken aldaar.  
In 1844 werd hij overgeplaatst naar Sas van Gent waar betrokken was bij ontwerpen voor afwatering van een deel van Zeeuws-Vlaanderen. In 1846 werd hij bevorderd tot ingenieur en naar Zuid-Holland overgeplaatst, alwaar zijn werk hoofdzakelijk bestond in de waarneming van een deel van den provinciale dienst van de ziekelijke ingenieur Boerrigter te 's Gravenhage. Toen de ingenieur M. Beijerinck in 1847 overleed, werd aan Ortt, die uitstekende getuigschriften uit Breda had gekregen en die ook in de praktijk heel bekwaam bleek, aangeboden de leerstoel in de waterbouwkunde aan de Koninklijke academie in Delft in te nemen. Hij bedankte voor de eer, en toen ir. Storm Buijsing (die daarvoor al decent was geweest aan de Militaire Academie, waar tot 1845 de opleiding voor waterbouwkundige was) deze positie aanvaardde, volgde Ortt Storm Buijsing op als ingenieur in Maastricht. Hij werd belast met de aanleg van het kanaal van Maastricht in de richting naar Luik op Nederlands gebied. Het kanaal, dat vanwege de intensieve bebouwing, in het bijzonder bij de Pietersberg veel moeilijkheden opleverde, is goed aangelegd. In het bijzonder de bruggen zijn van een goed doordacht stelsel. Het kanaal is geheel met Belgisch geld aangelegd. Na gereedkomen van het kanaal werd hij in 1850 arrondissementsingenieur in Maastricht. In 1852 kreeg hij het aanbod om directeur openbare werken in Nederlands Indië te worden. Dit aanbod was al afgeslagen door Storm Buijsing, door Jan Anne Beijerinck en door zijn broer. Ook hij sloeg het aanbod af. .
In 1853 werd Ortt benoemd tot directeur van de hoofdzakelijk met Engels geld opgerichte maatschappij ‘tot indijking der Ooster-Schelde’, en verkreeg hij verlof als rijksingenieur. Hij vestigde zich eerst te Bath, daarna te Bergen-op Zoom, en dirigeerde de bedijking van de eerste Bathpolder. Het ging deze maatschappij niet goed en het gevolg was ongenoegen met de directeur, die in begin van 1855 verzocht weer in rijksdienst te mogen treden.

## Schokland
Ortt ontving in het voorjaar van 1855 het aanbod om in plaats van F.W. Conrad, die toen met zijne gezondheid sukkelde, directeur van de Hollandsche Spoorwegmaatschappij te worden, maar hij sloeg dit aanbod af. Hij werd met ingang van 1 april 1855 in Kampen als arrondissementsingenieur geplaatst. Een bijzondere taak in deze standplaats betrof Schokland. Dit eiland had een relatief grote bevolking (700 personen, maar er was geen behoorlijke haven; de haven van Emmeloord voldeed niet meer. De Schokkers waren zó verarmd, dat een aantal jaren daarvoor speciaal een fabriek op het eiland gevestigd was om de bevolking in de winter aan werk te helpen. Maar zij waren nog veel armer geworden, steeds werd in het hele land voor hen gebedeld, en er moest iets gedaan worden. Ortt stelde de radicale maatregel voor, alle woningen op het eiland te onteigenen en daardoor de inwoners te dwingen, op het vasteland te gaan wonen. Aan dit voorstel werd in 1858 gevolg gegeven, en de uitvoering werd aan Ortt opgedragen, maar verder afgehandeld door zijn opvolger ir. Van der Lee.

## Zeeland
In 1859, dus na 19 jaren dienst, werd Ortt tot hoofdingenieur benoemd, wat voor die tijd zeer snel was. Hij werd geplaatst in Zeeland, en deed al snel een voorstel tot het instellen van een commissie over de oeververdediging in die provincie, omdat daar naar zijn mening geen behoorlijke systematiek voor was. De commissie werd ingesteld op 9 juni 1860 en Ortt  werd daar lid vand; haar verslag is een van de beste van dien aard. Een overzicht van de toestand van de oevers van de calamiteuze polders in Zeeland en de oever, die door het rijk bij Terneuzen onderhouden moest worden over de jaren 1830-1860 is ook door hem uitgegeven.
In Zeeland was hij ook sterk betrokken bij de aanleg van het Kanaal door Zuid-Beveland, wat enigszins verwonderlijk was omdat de aanleiding voor de aanleg van dit kanaal de aanleg van de spoorlijn naar Middelburg was, en het dus eigenlijk de verantwoordelijkheid van de spoorwegingenieurs zou moeten zijn. Dit gebeurde niet bij het Kanaal door Walcheren, dat wel door de spoorwegingenieurs werd aangelegd. Vermoedelijk omdat de verhouding tussen Ortt en de waterstaatsingenieur in Middelburg, ir. J.A. van Dorth niet best was, en hij veel taken van deze man had overgenomen. Dit ging zover, dat hij zelfs de verrekeningen met de aannemers opmaakte. Hierbij beging hij de fout, dat hij zonder vergunning van de minister een bedrag voor herstel van een rijkszeilvaartuig gebruikte, dat voor iets anders bestemd was. Hierover werd hij door Van Dorth bij minister Thorbecke aangeklaagd, en tot straf werd Ortt in 1864 naar Groningen overgeplaatst.

## Groningen, Drenthe en Noord-Holland
Toen de hoofdingenieur P. Kock met ingang van 1 Mei 1866 met pensioen ging werd Ortt ook hoofdingenieur in Drente. Een jaar later werd hij benoemd tot hoofdingenieur in Noord-Holland met standplaats Haarlem. In hetzelfde jaar werd hij lid der commissie tot onderzoek der Zuiderzeeplannen van Beijerinck. Hij was ook actief betrokken met de plannen voor het Noordzeekanaal. Op 8 mei 1870 werd hij in de plaats van F.W. Conrad benoemd tot lid van de Koninklijke Nederlandse Akademie van Wetenschappen. Uit deze tijd stammen ook zijn wetenschappelijke verhandelingen over opwaaiing en over kwel. 

## Ziekte en pensioen
Na zijn benoeming in Haarlem kreeg Ortt last van reuma. In de loop der tijd verergerde de ziekte zich. Hierdoor werd hij niet tot inspecteur benoemd, maar kreeg Pieter Caland deze functie. In de jaren daarna ontstonden er log een aantal vacatures voor inspecteur de moeilijk te vervullen waren. Er werd toen toch een beroep op Ortt gedaan, en hij werd in 1874 inspecteur, en wel voor de provincies Noord-Brabant, Utrecht, Noord- en Zuid-Holland en Zeeland; de grote rivieren vielen daar niet onder. Wel vielen daaronder de werkzaamheden voor de verbinding van Amsterdam met de Rijn. Vanwege zijn slechte gezondheid liet hij het meeste werk over aan de hoofdingenieurs onder hem. Hij bleef in die tijd in Haarlem wonen. In 1875 werd hij ook belast (als waarnemer) met de 1e inspectie, deze functie nam hij over van zijn broer Johan die toen met pensioen ging. Hij was toen dus verantwoordelijk voor de inspectie in het hele land. Hij had de ingenieur P. Loke, een bekwaam ingenieur die niet erg besluitvaardig was en geen zaken kon afhandelen. De invloed van Ortt verminderde daardoor, en ook omdat hij het grootste deel van de tijd bedlegerig was. Toen de Minister Klerck de waterstaat wilde reorganiseren, had Ortt de pensiongerechtigde leeftijd nog niet bereikt, maar was, naar het schijnt op Klerck's verzoek, bereid om zich te laten afkeuren, en zo werd hij op 1 april 1881 op verzoek eervol ontslagen, terwijl hem de rang van hoofdinspecteur toegekend werd. 

## Privé
Hij was de zoon van jhr. Hendrik Jacob Ortt,  kapitein ter zee, inspecteur over het loodswezen, en jkvr. Agnes Maria Warin. Hij trouwde met  Leontine Louise Josephine de Raikem op 25 juni 1850 In Maastricht en zij kregen 7 kinderen.  
- Biografisch Portaal: 59139122
- International Standard Name Identifier: 0000 0003 9397 7904
- Virtual International Authority File: 288358022